# Windmotor Ferwerd
De Windmotor Ferwerd is een poldermolen nabij het Friese dorp Ferwerd, in de Nederlandse gemeente Noardeast-Fryslân. De molen is een kleine Amerikaanse windmotor, waarvan het bouwjaar onbekend is. Hij staat ongeveer een kilometer ten zuiden van Ferwerd aan de weg naar het voormalige klooster Foswerd. De windmotor is niet-maalvaardig en verkeerde in 2008 in vervallen toestand. Hij is niet geopend voor publiek, maar kan tot op enkele meters worden benaderd.